# لوبنکا
لوبنکا (به لاتین: Lubenka) یک روستا در لهستان است که در گمینا وومازه واقع شده‌است.